# Stazione di Udine Parco
La stazione di Udine Parco è lo scalo di smistamento di Udine. Si trova sulla ferrovia Udine-Trieste, ma è anche collegata alla linea di cintura di Udine da un raccordo.

## Strutture e impianti
Lo scalo è attualmente dotato di 3 binari di circolazione e 11 binari secondari, oltre ad altri binari destinati al ricovero dei mezzi d'opera di RFI.
Udine Parco opera nella composizione e scomposizione dei treni merci e per il trasporto intermodale gomma-ferro, nel transito di treni merci, i quali in questa stazione effettuano soste, e spesso nello stazionamento del materiale rotabile.
Presso Udine Parco hanno termine o origine corsa i treni riguardanti le Acciaierie Bertoli Safau di Udine.
Il raccordo FVG Rail, inaugurato dall'impresa InRail nel 2019, è allacciato ai binari secondari della stazione.
La stazione è presenziata da un dirigente movimento.